# Chen Juan
Chen Juan (ur. 11 grudnia 1986) – chińska zapaśniczka w stylu wolnym. Zajęła 17. miejsce w mistrzostwach świata w 2009. Srebrny medal w mistrzostwach Azji w 2009 roku.